# Listen (песня Бейонсе)
«Lísten» (с англ. — «Послушай») — песня американской певицы Бейонсе Ноулз. Песня была написана Генри Кригером, Скоттом Катлером, Энн Превен и Бейонсе; спродюсирована The Underdogs, Мэттом Салливаном и Рэнди Спендлоувом в 2006 для мюзикла «Девушки мечты», в котором персонаж Бейонсе Дина Джонс поёт эту песню, выразив тем самым свою независимость от контроля над собой её супругом. Columbia Records выпустила «Lísten» как ведущий сингл из саундтрека к фильму Dreamgirls: Music from the Motion Picture 5 декабря 2006 года. Также песня вошла как дополнительный трек в международную версию и делюкс-издание её второго студийного альбома B’Day. Испанская версия песни («Oye») вошла в мини-альбом Irreemplazable и в испанское делюкс-издание B’Day.

## Список композиций
| - US CD Single: 1. «Listen» (Album version) — 3:39 2. «Listen» (Instrumental) — 3:37 | - International CD single: 1. «Listen» — 3:37 2. «Irreplaceable» (DJ Speedy remix) — 4:17 |

## Чарты

### Еженедельные чарты
| Чарт (2007—2013)                            | Высшие позиции |
| ------------------------------------------- | -------------- |
| Австрия (Ö3 Austria Top 40)                 | 32             |
| Бельгия/Фландрия (Ultratip Bubbling Under)  | 6              |
| Бельгия/Валлония (Ultratip Bubbling Under)  | 9              |
| СНГ (TopHit Airplay) · Fraser T Smith remix | 53             |
| Европа (Billboard European Hot 100 Singles) | 24             |
| Германия (GfK)                              | 18             |
| Ирландия (IRMA)                             | 6              |
| Италия (FIMI)                               | 3              |
| Нидерланды (Dutch Top 40 Tipparade)         | 2              |
| Нидерланды (Single Top 100)                 | 18             |
| Республика Корея International (Gaon)       | 61             |
| Швейцария (Schweizer Hitparade)             | 10             |
| Великобритания (OCC UK Singles)             | 8              |
| Великобритания (OCC UK R&B)                 | 5              |
| США (Billboard Hot 100)                     | 61             |
| США (Billboard Hot R&B/Hip-Hop Songs)       | 23             |